# Jordan 194
O 194 é o modelo da Jordan da temporada de 1994 de Fórmula 1. Condutores: Rubens Barrichello, Eddie Irvine, Aguri Suzuki e Andrea de Cesaris.
Pela primeira vez na carreira, Barrichello foi ao pódio com o 3º lugar no GP do Pacífico, assim como a primeira pole no GP da Bélgica. Tanto o pódio como a pole do piloto foi inédito para a equipe irlandesa também.

## Resultados[1]
(legenda) (em negrito indica pole position) 
| Ano  | Chassi | Motor         | Pneus | N° | Pilotos            | 1   | 2   | 3   | 4   | 5   | 6   | 7   | 8   | 9   | 10  | 11  | 12  | 13  | 14  | 15  | 16  | Pontos | Posição |  |
| ---- | ------ | ------------- | ----- | -- | ------------------ | --- | --- | --- | --- | --- | --- | --- | --- | --- | --- | --- | --- | --- | --- | --- | --- | ------ | ------- |  |
|      |        |               |       |    |                    |     |     |     |     |     |     |     |     |     |     |     |     |     |     |     |     |        |         |  |
|      |        |               |       |    |                    | BRA | PAC | SMR | MON | ESP | CAN | FRA | GBR | GER | HUN | BEL | ITA | POR | EUR | JPN | AUS |        |         |  |
| 1994 | 194    | Hart 1035 V10 | G     | 14 | Rubens Barrichello | 4   | 3   | NQ  | Ret | Ret | 7   | Ret | 4   | Ret | Ret | Ret | 4   | 4   | 12  | Ret | 4   | 28     | 5°      |  |
| 1994 | 194    | Hart 1035 V10 | G     | 15 | Eddie Irvine       | Ret | EX  | EX  | EX  | 6   | Ret | Ret | Ret | Ret | Ret | 13  | Ret | 7   | 4   | 5   | Ret | 28     | 5°      |  |
| 1994 | 194    | Hart 1035 V10 | G     | 15 | Aguri Suzuki       |     | Ret |     |     |     |     |     |     |     |     |     |     |     |     |     |     | 28     | 5°      |  |
| 1994 | 194    | Hart 1035 V10 | G     | 15 | Andrea de Cesaris  |     |     | Ret | 4   |     |     |     |     |     |     |     |     |     |     |     |     | 28     | 5°      |  |